# Brownell (Kansas)
Pour les articles homonymes, voir Brownell.
Brownell est une municipalité américaine située dans le comté de Ness au Kansas.
Lors du recensement de 2010, sa population est de 29 habitants. La municipalité s'étend alors sur une superficie de 0,19 mille carré (0,49 km2).
Le bureau de poste local est ouvert en 1880 sous le nom de Vansburgh. Il est renommé Brownell en 1888, en l'honneur d'un avocat de la compagnie de chemin de fer traversant la ville.